# Wonder (álbum)
Wonder es el cuarto álbum de estudio del cantante canadiense Shawn Mendes. Se lanzó a través de Island Records el 4 de diciembre de 2020.

## Antecedentes y lanzamiento
En agosto de 2020, el cantante se tatuó la palabra "Wonder " en el brazo derecho, que luego resultaría ser el título del próximo álbum de estudio y su sencillo principal. El 30 de septiembre de 2020, el cantante recurrió a sus redes sociales para adelantarse al proyecto con la leyenda "WHAT IS #WONDER" (qué es #Wonder). Apenas unas horas después, publicó un enlace a un sitio web virtual en 3D de un apartamento con lo que parecían ser pistas para un nuevo álbum. En un ángulo, se veía una lista de canciones con varios títulos de canciones inéditas. Ese mismo día, publicó en su cuenta de YouTube un tráiler donde se muestran dos fechas: el 2 de octubre de 2020 y 4 de diciembre de 2020, que resultan ser el lanzamiento de su sencillo principal y del álbum. Unas horas después, recurrió a las redes sociales para confirmar el título del álbum, la portada y las fechas de lanzamiento tanto del sencillo principal como del álbum.

## Recepción crítica
Wonder recibió críticas generalmente positivas de los críticos musicales. En Metacritic, que asigna una calificación normalizada de 100 a las reseñas de los críticos principales, el álbum tiene una puntuación promedio de 64 basada en 4 reseñas, lo que indica «reseñas generalmente favorables».
El escritor de Rolling Stone definió Wonder como una mezcla convincente de «pasión juvenil» y «agonía de la mayoría de edad», caracterizando su producción como «grandiosa» con coros de acompañamiento y tambores dramáticos, con letras sentimentales fuertemente inspiradas en Camila Cabello. Craig Jenkins de Vulture encontró el álbum predecible, pero elogió a Mendes por mejorar su voz. El crítico de The Guardian Alexis Petridis se mostró favorable a la interpretación vocal de Mendes y los temas adolescentes «importantes» discutidos en Wonder, como la ansiedad y la masculinidad tóxica, pero pensó que es un déficit de personalidad, criticando la producción «menos atractiva». Leah Greenblatt, escribiendo para Entertainment Weekly, afirmó que el álbum ve a Mendes «todavía descubriéndose a sí mismo en tiempo real», sintiéndose libre, expresando tensión sexual y reflexionando sobre la fama temprana, y eligió «Call My Friends», «Dream» y «Song for No One» como las mejores pistas. En una reseña menos favorable, Helen Brown de The Independent escribió que Wonder narra «las luchas del músico de gira solitario que extraña a su chica», y elogió el sonido de inspiración vintage del álbum, pero consideró que las canciones no eran originales.

## Promoción
La canción principal Wonder, el mismo nombre del álbum se lanzó como el sencillo principal el 2 de octubre de 2020, junto con la reserva del álbum. Un teaser adjunto fue revelado junto con el anuncio. El segundo sencillo «Monster» junto a Justin Bieber se lanzó el 20 de noviembre de 2020. Su video musical fue dirigido por Colin Tilley y se lanzó el 20 de noviembre de 2020.

## Lista de canciones
| Wonder |                               |                                                                 |                                                        |          |  |
| N.º    | Título                        | Escritor(es)                                                    | Producer(s)                                            | Duración |  |
| 1.     | «Intro»                       | Shawn Mendes, Scott Harris, Adam King Feeney y Tobias Jesso Jr. | Mendes, Kid Harpoon, Harris* y Nate Mercereau*         | 1:02     |  |
| 2.     | «Wonder»                      | Mendes, Harris, Thomas Hull y Nate Mercereau                    | Mendes, Kid Harpoon, Mercereau y Harris*               | 2:52     |  |
| 3.     | «Higher»                      | Mendes y Harris                                                 | Mendes, Kid Harpoon, Mercereau, Harris* y Sly*         | 2:40     |  |
| 4.     | «24 Hours»                    | Mendes, Harris, Hull y Mercereau                                | Mendes, Kid Harpoon, Harris y Mercereau*               | 2:30     |  |
| 5.     | «Teach Me How to Love»        | Mendes, Harris, Hull y Mercereau                                | Mendes, Kid Harpoon, Mercereau y Harris*               | 3:22     |  |
| 6.     | «Call My Friends»             | Mendes, Harris, John Ryan II, Hull y Mercereau                  | Mendes, Kid Harpoon, Ryan, Mercereau* y Harris**       | 2:51     |  |
| 7.     | «Dream»                       | Mendes, Harris, Hull y Mercereau                                | Mendes, Kid Harpoon, Mercereau y Harris*               | 3:34     |  |
| 8.     | «Song for No One»             | Mendes, Harris, Mercereau y Feeney                              | Mendes, Kid Harpoon, Mercereau y Harris*               | 3:11     |  |
| 9.     | «Monster» (con Justin Bieber) | Mendes, Bieber, Feeney, Ashton Simmonds y Mustafa Ahmed         | Dukes, Matthew Tavares* y Kaan Gunesberk*              | 2:58     |  |
| 10.    | «305»                         | Mendes, Harris, Hull y Mercereau                                | Kid Harpoon, Mercereau y Harris*                       | 3:09     |  |
| 11.    | «Always Been You»             | Mendes, Jesso Jr., Harris y Zubin Thakkar                       | Mendes, Kid Harpoon, Mercereau y Harris*               | 2:47     |  |
| 12.    | «Piece of You»                | Mendes, Harris, Ryan II y Eric Frederic                         | Mendes, Ricky Reed, Kid Harpoon*, Mercereau* y Harris* | 2:55     |  |
| 13.    | «Look Up at the Stars»        | Mendes, Harris y Hull                                           | Mendes, Kid Harpoon, Mercereau* y Harris*              | 3:31     |  |
| 14.    | «Can't Imagine»               | Mendes                                                          | Mendes, Kid Harpoon, Mercereau* y Harris*              | 2:29     |  |

| Wonder (Holiday Deluxe) |                                                 |                  |             |          |  |
| N.º                     | Título                                          | Escritor(es)     | Producer(s) | Duración |  |
| 15.                     | «The Christmas Song (with Camila Cabello)»      | Mendes y Cabello |             | 3:16     |  |
| 16.                     | «Can't Take My Eyes Off You (BBC Live Version)» | Frankie Valli    |             | 3:24     |  |

| Wonder (Deluxe) |                                                           |                                                                 |             |          |  |
| N.º             | Título                                                    | Escritor(es)                                                    | Producer(s) | Duración |  |
| 17.             | «Wonder (Acoustic)»                                       | Mendes, Harris, Thomas Hull y Nate Mercereau                    |             | 2:53     |  |
| 18.             | «Wonder (Surf Mesa Remix)»                                | Mendes, Harris, Thomas Hull y Nate Mercereau                    |             | 2:53     |  |
| 19.             | «Intro (Live from the Wonder Residencies)»                | Shawn Mendes, Scott Harris, Adam King Feeney y Tobias Jesso Jr. |             | 1:09     |  |
| 20.             | «Wonder (Surf Mesa Remix)»                                | Mendes, Harris, Thomas Hull y Nate Mercereau                    |             | 3:18     |  |
| 21.             | «Dream (Live from the Wonder Residencies)»                | Mendes, Harris, Hull y Mercereau                                |             | 3:41     |  |
| 22.             | «Song for No One (Live from the Wonder Residencies)»      | Mendes, Harris, Mercereau y Feeney                              |             | 3:16     |  |
| 23.             | «Always Been You (Live from the Wonder Residencies)»      | Mendes, Harris, Mercereau y Feeney                              |             | 3:32     |  |
| 24.             | «Look Up At The Stars (Live from the Wonder Residencies)» | Mendes, Harris y Hull                                           |             | 4:16     |  |

Notas
- * significa productor adicional
- ** significa asistente de producción

## Créditos y personal
Créditos adaptados de Tidal.
Músicos
- Shawn Mendes – voz (todas las pistas), piano (1, 2, 6, 7, 13, 16, 18, 19, 24), sintetizador (1, 2, 11, 18), voz adicional (5), teclados (5), guitarra (10, 14), voces de fondo (11), guitarra acústica (22, 23)
- Nate Mercereau – guitarra (1–3, 5–8, 10–13, 18), trompa (1, 2, 11, 13, 18), sintetizador (1, 4, 6–8, 11), batería (2, 8, 10, 11, 17, 18), bajo (3–6, 10, 11, 17), percusión (5, 8), french trompa (8, 15, 17), glockenspiel (8), Mellotron (8), arreglo de cuerdas (8, 15, 17), violín (8), voces de fondo (11), piano (17)
- Kid Harpoon – sintetizador (1, 2, 4–7, 10–13, 18), batería (2, 3, 5–7, 10, 12, 13, 18), guitarra (2, 5–7, 10, 13, 18), programador (2, 3, 5–7, 11, 13, 18), bajo (4, 10, 12, 13), piano (4, 11), voz adicional (5), arreglo de cuerdas (5), Wurlitzer órgano (5), voces de fondo (11)
- Edie Lehmann Boddicker – arreglo de coros (2, 4, 8, 17, 18), voces de fondo (2, 4, 17, 18)
- Clydene Jackson – voces de fondo (2, 4, 8, 17, 18)
- Jarrett Johnson – voces de fondo (2, 4, 8, 17, 18)
- Nayanna Holley – voces de fondo (2, 4, 8, 17, 18)
- Toni Scruggs – voces de fondo (2, 4, 8, 17, 18)
- Scott Harris – piano (4), programador (4), sintetizador (4), voz adicional (5), voces de fondo (11)
- Andrew Gertler – voz adicional (5)
- Connor Brashier – voz adicional (5), voces de fondo (11)
- Josiah Van Dien – voz adicional (5), voces de fondo (11)
- Ziggy Chareton – voz adicional (5)
- Porter Shields – arreglo de coros (5, 7, 12), voces de fondo (5, 7, 12)
- Amber Nicole – voces de fondo (5, 7, 12)
- Milla Santana – voces de fondo (5, 7, 12)
- Yvette Rovira – voces de fondo (5, 7, 12)
- Anderson Paak – batería (5), percusión (5)
- Rob Moose – cuerdas  (5)
- John Ryan – guitarra (6), programador (6), sintetizador (6)
- Shaina Evoniuk – arreglo de cuerdas (8, 15), cuerdas (8), viola (15, 17), violín (15, 17)
- Leroy trompas – saxofón (10)
- Alyssa Rowatt – voces de fondo (11)
- Kaushlesh "Garry" Purohit – voces de fondo (11)
- Zubin Thakkar – voces de fondo (11), guitarra (16, 17, 19–24), programador (16, 19), arreglo de cuerdas (23)
- [Ricky Reed – programador de batería (11)
- Aaron Sterling – batería (13)
- Mórgano Paros – arreglo de cuerdas, cuerdas (13)
- Ben Darwish – piano (15)
- Dave Haskett – bajo (16, 19–24)
- Mike Sleath – batería (16, 19–24)
- Eddy Ruyter – teclados (16, 19–24), mellotron (16, 21)
- Surf Mesa – remixer (18)
- Jesse McGinty – trompa (22, 23)
- Michael Cordone – trompa (22, 23)
- Patrick Riley – cuerdas (22–24), arreglo de cuerdas (23)

Técnicos
- George Seara – mezcla (1, 4–8, 10, 14, 17), ingeniero de grabación (1–12, 14, 17, 18), ingeniería (13)
- Mark "Spike" Stent – mezcla (2, 3, 11–13, 18)
- Manny Marroquin – mezcla (9, 15)
- Andrew Ttrompaton – mezcla (16, 19–24)
- Zubin Thakkar – mezcla (16, 19–24), ingeniero de grabación (17)
- Randy Merrill – ingeniero de masterización (3–8, 12–14, 18)
- Idania Valencia – ingeniero de masterización (15, 16, 19–24)
- Jeremy Hatcher – ingeniero de grabación (1–4, 10, 11, 13, 18), ingeniería (5–8, 12, 14)
- Scott Harris – ingeniero de grabación (4)
- Frank Dukes – ingeniero de grabación (9)
- Josh Gudwin – ingeniero de grabación, producción vocal (9)
- Shawn Mendes – ingeniero de grabación (15)
- Michael Flaherty – ingeniero de grabación (16, 19–24)
- Tom Wood – ingeniero de grabación (16, 19–24)
- Nate Mercereau – ingeniero de grabación (17)
- Pete Min – ingeniero de grabación (17)
- Michael Lehman Boddicker – ingeniería de audio (2, 4, 8, 17, 18)
- Brandon Leger – ingeniería (9)
- Tyler Murphy – ingeniería (9)
- Eddy Ruyter – ingeniería (21, 24)
- Robin Florent – mix ingeniería (9)
- Chris "TEK" O'Ryan – ingeniería vocal (9)
- Mike Gnocato – asistente de mezcla (1, 4–8, 10, 14)
- Matt Wolach – asistente de mezcla (3, 11–13)
- Chris Galland – asistente de mezcla (9)
- Jeremie Inhaber – asistente de mezcla (9)
- Kaushlesh "Garry" Purohit – asistente de ingeniería de grabación (1–8, 10–14)

## Posicionamiento en listas
| Listas (2020)                   | Mejor posición |
| ------------------------------- | -------------- |
| Alemania (Media Control Charts) | 8              |
| Australia (ARIA)                | 2              |
| Bélgica (Ultratop) Flanders     | 4              |
| Bélgica (Ultratop) Wallonia     | 24             |
| Canadá Albums (Billboard)       | 1              |
| Estados Unidos (Billboard 200)  | 1              |
| Francia (SNEP)                  | 44             |
| Irlanda (IRMA)                  | 11             |
| Italia (FIMI)                   | 15             |
| Japón Hot Albums (Billboard)    | 66             |
| Japón (Oricon)                  | 75             |
| Lituania (AGATA)                | 6              |
| Noruega (VG-lista)              | 6              |
| Nueva Zelanda (RMNZ)            | 4              |
| Países Bajos (Álbum Top 100)    | 3              |
| Reino Unido (OCC)               | 12             |
| República Checa (ČNS IFPI)      | 6              |
| Suecia (Sverigetopplistan)      | 23             |
| Suiza (Schweizer Hitparade)     | 6              |

## Historial de lanzamiento
| País   | Fecha                  | Versión        | Formato                     | Discográfica   | Ref           |
| ------ | ---------------------- | -------------- | --------------------------- | -------------- | ------------- |
| Varios | 4 de diciembre de 2020 | Estándar       | Descarga digital, streaming | Island Records | [ 46 ] [ 21 ] |
| Varios | 4 de diciembre de 2020 | Estándar       | Casete, CD, LP              | Virgin EMI     | [ 47 ]        |
| Varios | 5 de diciembre de 2020 | Holiday Deluxe | Descarga digital, streaming | Island Records | [ 25 ]        |
| Varios | 7 de diciembre de 2020 | Deluxe         | Descarga digital, streaming | Island Records | [ 26 ]        |